# Lizika Jančar

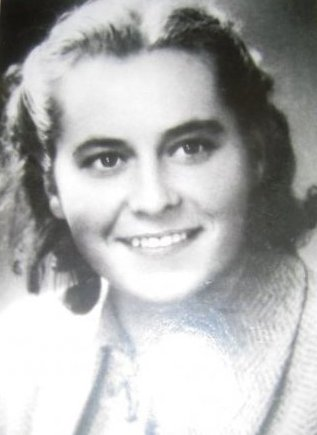
Lizika Jančar

Elizabeta „Lizika“ Jančar (Deckname Majda; * 27. Oktober 1919 in Maribor; † 20. März 1943 in Belo, Gemeinde Medvode) war eine jugoslawische Kommunistin und Partisanin slowenischer Abstammung. Aufgrund ihrer Verdienste um den nationalen Befreiungskampf in Slowenien wurde die Widerstandskämpferin zur jugoslawischen Volksheldin erklärt.

## Leben
Lizika Jančar wurde in Maribor als Tochter eines Eisenbahners geboren, der auch als Bergmann in Deutschland gearbeitet hatte. Jančar wurde 1937 in Maribor Mitglied im Bund der Sozialistischen Jugend Jugoslawiens (SKOJ). Nach dem Abitur in Maribor schrieb sie sich als Studentin an der Medizinischen Fakultät in Belgrad ein. Sie zog nach Ljubljana und wurde im April 1941 Mitglied der Kommunistischen Partei Sloweniens, wo sie beim Aufbau des illegalen Senders Kričač half.
Im Februar 1943 schloss sie sich der Dolomitenabteilung der slowenischen Partisanen an und diente als Funkerin für das Zentralkomitee der Kommunistischen Partei Sloweniens, um den Kontakt mit Moskau aufrechtzuerhalten. Sie wurde am 19. März 1943 während der Schlacht in der Belca-Schlucht (slowenisch: Belška grapa) oberhalb von Belica (Gemeinde Dobrova-Polhov Gradec) von Kräften der Antikommunistischen Freiwilligenmiliz gefangen genommen und am folgenden Tag in Belo erschossen.

## Gedenken
Lizika Jančar wurde postum am 27. November 1953 mit dem Orden des Volkshelden ausgezeichnet.
In Maribor und Ljubljana sind Straßen nach Lizika Jančar benannt: in Maribor die Ulica Lizike Jančar im Stadtbezirk Koroška vrata, eingeweiht 1959, sowie die Ulica Lizika Jančarjeve in Ljubljana.

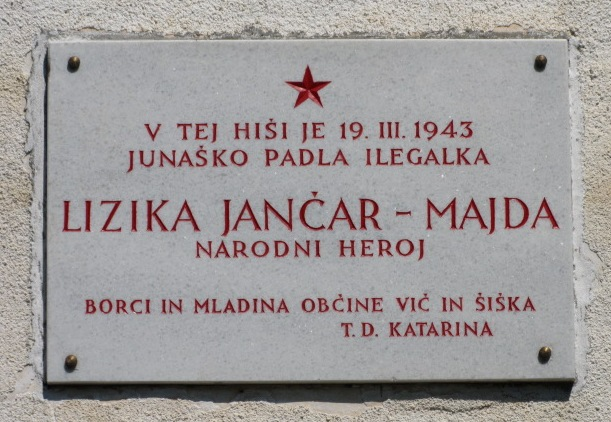
Gedenktafel am Hinrichtungsort von Lizika Jančar

Am Ort der Hinrichtung wurde 1976 eine Gedenktafel enthüllt.
Seit 1977 trägt ein Studierendenwohnheim am Universitätsklinikum Maribor den Namen Dijaški dom Lizike Jančar.